# Laura Sánchez Soto
Laura Aleida Sánchez Soto (Guadalajara, 16 ottobre 1985) è una tuffatrice messicana.

## Biografia
Ai Barcellona 2003 ha vinto con la connazionale Paola Espinosa la medaglia di bronzo nel concorso del trampolino 3 metri sincro.
Ha rappresentato il Messico a tre edizioni dei Giochi olimpici estivi: Atene 2004, Pechino 2008 e Londra 2012, ottenendo quale miglior risultato la vittoria della medaglia di bronzo nel concorso dei tuffi dal trampolino 3 metri di Londra.

## Palmarès
- Giochi olimpici

Londra 2012: bronzo nel trampolino 3 m
- Campionati mondiali di nuoto

Barcellona 2003: bronzo nel trampolino 3 m sincro
- Giochi panamericani

Santo Domingo 2003: argento nel trampolino 3 m; argento nel trampolino 3 m sincro
Rio de Janeiro 2007: oro nel trampolino 3 m sincro; argento nel trampolino 3 m
Guadalajara 2011: oro nel trampolino 3 m; oro nel trampolino 3 m sincro
- Giochi centramericani e caraibici

Cartagena de Indias 2006: oro nel trampolino 3 m;